# Digital Dimension
Digital Dimension is een special effectsbedrijf dat gevestigd is in Burbank, Californie en werd opgericht in 1997. Het bedrijf is gespecialiseerd in visuele effecten en 3D-animatie voor films, televisieprogramma's en -evenementen en reclames.
Digital Dimension werkte onder andere mee aan de films Blade: Trinity, Mr. & Mrs. Smith, Die Hard 4.0, The Spirit en The Fountain. Daarnaast werkte het bedrijf mee aan de special effects van de televisieserie Lost, waaronder die van de pilot waarin een vliegtuig neerstort. Digital Dimension won daarvoor een Visual Effects Society Award. Voor registraties van sportevenementen als de NHL en Nascar won Digital Dimension meerdere malen een Emmy Award voor beste grafisch design.